# Mouvement conservateur (mouvement politique)
Pour les articles homonymes, voir Sens commun (homonymie).
 (octobre 2024).
Le Mouvement conservateur est un mouvement politique conservateur français. Il défend les valeurs conservatrices de la tradition et de la famille, et se dit attaché à la souveraineté nationale et à la protection de la nature.
Il est créé en 2013 sous la forme d'une association, appelée « Sens commun », en opposition à la loi introduisant en France le mariage pour les personnes de même sexe.
Lors de la campagne présidentielle de 2017, le mouvement, alors connu sous le nom de Sens commun, soutient le candidat François Fillon. En 2021, à la suite de l'investiture de Valérie Pécresse pour l'élection présidentielle de 2022 par le parti Les Républicains, le mouvement se rallie à la candidature d'Éric Zemmour.
En 2024, Laurence Trochu cède la présidence à Marion Maréchal. Le parti change alors de nom et devient Identité-Libertés.

## Histoire

### Contre la loi sur le mariage pour les personnes de même sexe en France
Le Mouvement conservateur correspond historiquement à l'association Sens commun qui change de nom en 2020.
L'engagement en politique de certaines figures du mouvement a pris la forme d'une association, Sens commun, dont le nom est emprunté à Antonio Gramsci, théoricien de la guerre culturelle.
Créée le 4 novembre 2013, dans le sillage des manifestations contre le mariage de personnes de même sexe, Sens commun a été fondé par six personnes issues de la société civile : Arnaud Bouthéon, Faraj Benoît Camurat, Marie-Fatima Hutin, Madeleine de Jessey (également membre du bureau politique des Républicains et cofondatrice du mouvement Les Veilleurs), Gaspard Le Pomellec et Sébastien Pilard. Bien que ces fondateurs soient proches de l'association La Manif pour tous, l'association n'« affiche » aucun lien officiel avec cette dernière.
Lors de sa fondation, Sens commun est une association politique intégrée à l'UMP, qui ambitionne de la pousser à revenir sur la loi Taubira et à « restaurer le mariage homme-femme », mais pas seulement. Son objectif est de remettre au premier plan la notion de bien commun en « [réconciliant] la politique avec le réel », estimant que « nous avons trop souvent choisi de nier le réel pour mieux imposer la satisfaction de nos intérêts immédiats ». Lors du lancement officiel de l'association au sein de l'UMP en décembre 2013, ses fondateurs affirment l'ambition de « peser de tout [leur] poids » lors des primaires UMP pour l'élection présidentielle de 2017 pour « qu'émerge un candidat le plus proche possible de [leurs] valeurs ». Ils reçoivent notamment le soutien de Charles Beigbeder.
À l'issue des élections municipales de 2014, Sens commun revendique une « cinquantaine d'élus » parmi ses rangs. En avril 2014, lors d'un meeting tenu au siège de l'UMP à Paris, l'association dévoile son manifeste, ayant vocation à devenir une pétition et intitulé « La Droite que nous voulons ».
En novembre 2014, peu avant son élection à la tête de l'UMP, Nicolas Sarkozy parle pour la première fois d'abrogation concernant la loi Taubira, lors d'un meeting organisé par Sens commun. En décembre, il nomme au poste de secrétaire nationale de l'UMP Madeleine de Jessey, porte-parole de l'association. Sébastien Pilard explique vouloir « peser sur la primaire ». Organisés en groupe de pression, ses responsables disposent de six postes clés dans la direction des Républicains avec le soutien de Nicolas Sarkozy, dont l'anti-IVG Catherine Giner, déléguée nationale chargée de la famille. Dans le cadre de la primaire, Sens commun soutient François Fillon.
Le mouvement obtient cinq investitures des Républicains aux élections législatives de 2017.
Le mouvement  contractualise ensuite un soutien logistique du principal parti de droite, l'UMP (devenu Les Républicains), plusieurs de ses fondateurs ayant auparavant été élus ou candidats sous les couleurs de ce parti. Le mouvement  ne se réclame explicitement d’aucun courant religieux, bien qu'il réunisse, de fait, une partie de la droite catholique attachée aux valeurs sociales chrétiennes et en dépit des nombreuses opinions que ses militants partagent avec le courant chrétien-conservateur de Jean-Frédéric Poisson.
En 2018, Laurence Trochu devient présidente du parti politique, qui change de nom en 2020 pour s'appeler le Mouvement conservateur.
Le 4 décembre 2021, à la suite de la défaite d'Éric Ciotti et l'investiture de Valérie Pécresse au sein des Républicains pour l'élection présidentielle de 2022, le mouvement, initialement affilié à LR, se rallie à la candidature d'Éric Zemmour.
En octobre 2024, Laurence Trochu laisse sa place de présidente du Mouvement conservateur à Marion Maréchal. Cette dernière décide de changer le nom du parti pour créer Identité-Libertés. Celui-ci est installé dans les locaux du Mouvement conservateur, 75, rue de Lourmel dans le 15e arrondissement de Paris et utilise aussi le logo du mouvement, un coq.

### Élections présidentielles

#### Élection de 2017
Dans la campagne présidentielle de 2017, le mouvement, alors sous le nom de Sens commun, apporte dès la primaire son soutien au candidat LR François Fillon. Après les accusations gênantes pour le candidat (affaire Fillon) et alors que nombre de ses soutiens font défection, les dirigeants du mouvement font bloc autour de lui, considérant à leurs yeux que son programme serait le plus abouti. Ils prennent une part déterminante dans l'organisation et la réussite de la manifestation parisienne du 5 mars place du Trocadéro qui conforte François Fillon.
En avril, François Fillon n'exclut pas de nommer certains de ses membres dans son éventuel gouvernement. Cette annonce divise une partie des Républicains.
Après le premier tour, François Fillon a semblé regretter ce soutien : « Pendant une semaine, je n’ai parlé que de Sens commun. Et ça a occulté tout le reste ».
Pour le second tour entre Marine Le Pen et Emmanuel Macron, contrairement à François Fillon, le mouvement refuse le « front républicain »,. Le mouvement considère que les programmes des deux candidats ne sont pas satisfaisants. Il laisse donc les électeurs libres de choisir en leur âme et conscience. En raison de ce choix, Christian Estrosi et le président de l'UDI Jean-Christophe Lagarde demandent, sans succès, l'exclusion du mouvement des Républicains.

## Idées politiques

### Conservatisme
Le Mouvement conservateur souhaite apparaître comme la référence de la « droite conservatrice ». Il se définit comme un mouvement défendant l’affirmation de l’État régalien et la valorisation de la Nation et attaché aux valeurs familiales.

### Questions sociétales
Le Mouvement conservateur déclare promouvoir la « famille traditionnelle ». Il souhaite « réserver l'adoption aux couples homme-femme », et s’oppose à la procréation médicalement assistée (PMA) pour les couples de femmes et les femmes célibataires, ainsi qu'à la gestation pour autrui (GPA). Il veut également « faire de la réduction du nombre d'avortements une grande cause nationale » et se prononce pour la fin du délit d'entrave à l'interruption volontaire de grossesse,.

### Immigration
En ce qui concerne l'immigration, le parti est favorable à un durcissement des conditions d'accès à la nationalité française et à la suppression du droit du sol.

### Éducation
Dans le domaine de l'enseignement, le Mouvement conservateur plaide pour « garantir la liberté pédagogique des établissements hors-contrat » ainsi que la suppression de l'apprentissage des « langues d'origine » pour ne pas prendre le risque de favoriser le développement du communautarisme, dans le souci de l'unité du pays[réf. nécessaire].

## Organisation

### Affiliation au parti Les Républicains
Le Mouvement conservateur est affilié au parti Les Républicains. En juin 2014, l'association s'engage à reverser à ce parti sous forme de subvention une quote-part de ses adhésion et dès les élections régionales de 2015, des membres de l'association sont présents sur diverses listes de membres du parti.
Après la déclaration au mensuel L'Incorrect de l'ancien président de Sens commun, Christophe Billan, se disant prêt à une « plateforme » politique avec Marion Maréchal-Le Pen, des membres des Républicains ont demandé que l'exclusion du mouvement soit inscrite à l'ordre du jour du bureau national du parti. Les dirigeants des Républicains (Laurent Wauquiez et Bernard Accoyer) se sont fait confirmer que la ligne de leur président n'était pas celle de l'association et on a rappelé que si le mouvement enfreignait cette consigne, ils n'appartiendraient plus aux Républicains.

Le 9 novembre 2017, Christophe Billan, se considérant victime d'un procès stalinien, annonce sa démission de la présidence afin de ne plus pénaliser son mouvement et de retrouver sa liberté de parole. Il précise également, à propos de sa déclaration sur Marion Maréchal-Le Pen, qu'elle aurait été conditionnée à sa rupture avec le FN.
En décembre 2021, le Mouvement conservateur quitte sa famille politique pour soutenir la candidature d'Éric Zemmour à l'élection présidentielle française de 2022. Christian Jacob, président des Républicains, indique alors qu'« il met fin au contrat avec le Mouvement conservateur (ex-Sens commun) et que ses membres sont exclus des instances ».

### Présidents
| Période   | Nom                 | Notes       |
| --------- | ------------------- | ----------- |
| 2013-2016 | Sébastien Pilard    |             |
| 2016-2017 | Christophe Billan   |             |
| 2017-2018 | Madeleine de Jessey | par intérim |
| 2018-2024 | Laurence Trochu     |             |

Laurence Trochu, professeur de philosophie, élue conseillère municipale de Guyancourt en 2014 et conseillère départementale du canton de Montigny-le-Bretonneux de 2015 à 2021, ancienne porte-parole de François Fillon pendant la campagne présidentielle de 2017, est désignée présidente du mouvement en avril 2018.

### Adhérents et élus locaux
Le mouvement est apparu en 2013 et revendiquait environ 9 000 membres en novembre 2016 puis en novembre 2018.

### Résultats électoraux
En 2017, le mouvement revendique « quelque 10 000 adhérents et plus de 200 élus locaux ».

#### Élections législatives 2017
À l'occasion des élections législatives de 2017, le mouvement voit six de ses membres obtenir l'investiture Les Républicains :
- Sébastien Pilard (2e circonscription de la Loire-Atlantique) ;
- Maxence Henry (2e circonscription de Maine-et-Loire) ;
- Maxime Vergnault (1re circonscription du Puy-de-Dôme) ;
- Anne Lorne (1re circonscription du Rhône) ;
- Charles d'Anjou (10e circonscription de la Seine-Maritime) ;
- Hayette Hamidi (2e circonscription de la Seine-Saint-Denis).

Cinq de ces candidats sont éliminés dès le premier tour et un sixième est en ballottage très défavorable face à La République en marche. À l'issue du second tour, aucun des candidats n'entre à l'Assemblée nationale.

#### Presse
- Laura Motet, « Qu’est-ce que Sens commun, l’association engagée dans la campagne de François Fillon ? », lemonde.fr,‎ 17 avril 2017 (lire en ligne, consulté le 19 avril 2017).

#### Articles scientifiques
- Yann Raison du Cleuziou, « Un ralliement inversé ?: Le discours néo-républicain de droite depuis la Manif pour tous », Mil neuf cent, 2016, n° 34, nᵒ 1, p. 125
- Yann Raison du Cleuziou, « Sens commun : un combat conservateur entre deux fronts », Le Débat, 2018, vol. 199, nᵒ 2, p. 105
- Philippe Portier, « Norme démocratique et loi naturelle dans le catholicisme contemporain: Retour sur la mobilisation contre le « mariage pour tous » », Société, droit et religion, 2016, Numéro6, nᵒ 1, p. 39.
- Matthieu Rougé, « Situation politique des catholiques: Au terme de l’année électorale 2016-2017 », Le Débat, 2018, vol. 199, nᵒ 2, p. 78.
- Laurent de Boissieu, « Qu’est la génération « Manif pour tous » devenue ? », Le Débat, 2016, vol. 191, nᵒ 4, p. 89.